# 8e parallèle sud
Pour les articles homonymes, voir 8e parallèle.
En géographie, le 8e parallèle sud est le parallèle joignant les points de la surface de la Terre dont la latitude est égale à 8° sud.

## Géographie

### Dimensions
Dans le système géodésique WGS 84, au niveau de 8° de latitude sud, un degré de longitude équivaut à 110,242 km ; la longueur totale du parallèle est donc de 39 687 km, soit environ 99 % de celle de l'équateur. Il en est distant de 885 km et du pôle Sud de 9 117 km,.

### Régions traversées
Le 8e parallèle sud passe au-dessus des océans sur environ 77 % de sa longueur. Du point de vue des terres émergées, il traverse l'Afrique (Angola, république démocratique du Congo, Tanzanie), l'Indonésie, la Papouasie-Nouvelle-Guinée, les Salomon, les Tuvalu, la Polynésie française et l'Amérique du Sud (Pérou, Brésil).
Le tableau ci-dessous résume les différentes zones traversées par le parallèle, d'ouest en est :
| Zone                                                   | Début                | Fin                  | Longueur (km) |
| ------------------------------------------------------ | -------------------- | -------------------- | ------------- |
| Océan Atlantique                                       | 8° 00′ S, 34° 50′ O  | 8° 00′ S, 13° 12′ E  | 5 295         |
| Afrique                                                | 8° 00′ S, 13° 12′ E  | 8° 00′ S, 39° 27′ E  | 2 894         |
| Océan Indien                                           | 8° 00′ S, 39° 27′ E  | 8° 00′ S, 39° 46′ E  | 35            |
| Chole (Tanzanie)                                       | 8° 00′ S, 39° 46′ E  | 8° 00′ S, 39° 48′ E  | 4             |
| Océan Indien                                           | 8° 00′ S, 39° 48′ E  | 8° 00′ S, 110° 15′ E | 7 767         |
| Java (Indonésie)                                       | 8° 00′ S, 110° 15′ E | 8° 00′ S, 114° 26′ E | 461           |
| Mers de Bali, Flores et Banda                          | 8° 00′ S, 114° 26′ E | 8° 00′ S, 125° 43′ E | 1 244         |
| Liran (Indonésie)                                      | 8° 00′ S, 125° 43′ E | 8° 00′ S, 125° 45′ E | 4             |
| Mer de Banda                                           | 8° 00′ S, 125° 45′ E | 8° 00′ S, 125° 46′ E | 2             |
| Wetar (Indonésie)                                      | 8° 00′ S, 125° 46′ E | 8° 00′ S, 125° 48′ E | 4             |
| Mer de Banda                                           | 8° 00′ S, 125° 48′ E | 8° 00′ S, 129° 39′ E | 424           |
| Babar (Indonésie)                                      | 8° 00′ S, 129° 39′ E | 8° 00′ S, 129° 48′ E | 17            |
| Mer de Timor                                           | 8° 00′ S, 129° 48′ E | 8° 00′ S, 131° 12′ E | 154           |
| Yamdena (Indonésie)                                    | 8° 00′ S, 131° 12′ E | 8° 00′ S, 131° 19′ E | 14            |
| Mer d'Arafura                                          | 8° 00′ S, 131° 19′ E | 8° 00′ S, 137° 49′ E | 717           |
| Nouvelle-Guinée (Indonésie, Papouasie-Nouvelle-Guinée) | 8° 00′ S, 137° 49′ E | 8° 00′ S, 143° 55′ E | 673           |
| Golfe de Papouasie                                     | 8° 00′ S, 143° 55′ E | 8° 00′ S, 145° 47′ E | 206           |
| Nouvelle-Guinée (Papouasie-Nouvelle-Guinée)            | 8° 00′ S, 145° 47′ E | 8° 00′ S, 147° 58′ E | 241           |
| Mer des Salomon                                        | 8° 00′ S, 147° 58′ E | 8° 00′ S, 156° 31′ E | 943           |
| Ranongga (Salomon)                                     | 8° 00′ S, 156° 31′ E | 8° 00′ S, 156° 35′ E | 7             |
| Mer des Salomon                                        | 8° 00′ S, 156° 35′ E | 8° 00′ S, 156° 56′ E | 39            |
| Kolombangara (Salomon)                                 | 8° 00′ S, 156° 56′ E | 8° 00′ S, 157° 11′ E | 28            |
| Mer des Salomon                                        | 8° 00′ S, 157° 11′ E | 8° 00′ S, 157° 23′ E | 22            |
| Nouvelle-Géorgie (Salomon)                             | 8° 00′ S, 157° 23′ E | 8° 00′ S, 157° 35′ E | 22            |
| Détroit de Nouvelle-Géorgie                            | 8° 00′ S, 157° 35′ E | 8° 00′ S, 158° 53′ E | 143           |
| Santa Isabel (Salomon)                                 | 8° 00′ S, 158° 53′ E | 8° 00′ S, 159° 25′ E | 59            |
| Océan Pacifique                                        | 8° 00′ S, 159° 25′ E | 8° 00′ S, 178° 18′ E | 2 082         |
| Nukufetau (Tuvalu)                                     | 8° 00′ S, 178° 18′ E | 8° 00′ S, 178° 35′ E | 30            |
| Océan Pacifique                                        | 8° 00′ S, 178° 35′ E | 8° 00′ S, 140° 43′ O | 4 488         |
| Eiao                                                   | 8° 00′ S, 140° 43′ O | 8° 00′ S, 140° 41′ O | 4             |
| Océan Pacifique                                        | 8° 00′ S, 140° 41′ O | 8° 00′ S, 79° 13′ O  | 6 776         |
| Amérique du Sud                                        | 8° 00′ S, 79° 13′ O  | 8° 00′ S, 34° 50′ O  | 4 893         |

## Îles proches
Le 8e parallèle passe à proximité des îles suivantes :
- Île de l'Ascension (Sainte-Hélène).

## Frontière
Le 8e parallèle sud définit deux portions distinctes de la frontière entre l'Angola et la république démocratique du Congo.